# Filip al III-lea al Franței
Filip al III-lea (n. 3 aprilie 1245, Poissy, Île-de-France, Franța – d. 5 octombrie 1285, Perpignan, Franța) a fost rege al Franței; i-a succedat tatălui său Ludovic al IX-lea al Franței și a domnit din 1270 până în 1285. A fost membru al Dinastiei Capețienilor. A fost al cincilea rege francez care a mers în cruciadă. El a adăugat pământurilor regale franceze ținutul Champagne, ca urmare a căsătoriei fiului său cu moștenitoarea acestui ținut.

## Biografie
Născut la Poissy, fiul lui Ludovic al IX-lea (Sfântul Ludovic) și a Margueritei de Provence, Filip l-a urmat pe tatăl său în cruciada a opta în Tunisia în anul 1270. Tatăl său moare în Tunisia și Filip este declarat rege la vârsta de 25 de ani. Filip era indecis, timid și dominat de personalitățile părinților săi. A fost numit "Cel Curajos" din cauza abilităților sale în lupte și fiindcă nu credea în retragere.